# Негруцци, Константин
Константин (Костаке) Негруцци (молд. Константин (Костаке) Негруцци, рум. Constantin (Costache) Negruzzi; 1808, Трифешти, близ Ясс, — 24 августа 1868, там же) — молдавский и румынский писатель.

## Биография
Константин Негруцци родился в местечке Трифешти близ Ясс (Молдавское княжество) в семье богатого чиновника. Получил домашнее образование. Во время революционного движения 1821 года бежал из Ясс с семьей в Черновцы. Здесь он прожил два года и, часто бывая в Кишинёве, встречался с ссыльным Пушкиным. Литературная деятельность Негруцци началась с переводов Пушкина и Гюго. Первые литературные опыты — «Мои бессарабские забавы» (1821—1823). В 1823 году вернулся в Яссы. До Революции 1848 года Негруцци выступал в защиту демократических преобразований и национальной культуры. За статьи «Вандализм» (1838) и повесть «Тодэрикэ» (Toderică, jucătorul de cărţi, 1844, по П. Мериме) дважды подвергался репрессиям. Позднее в его общественных взглядах преобладали консервативные тенденции. Негруцци принадлежат романтические повести «Зое» (Zoe, 1837) и «Скачка» (1840). Материалы исторических хроник и народной поэзии были использованы Негруцци для его «Aprodul Purice». В собрании новелл «Amintirile din junete» (Воспоминания молодости) Н. показал себя мастером стиля и интриги, хотя и не свободным от заимствований.
Историческая повесть «Александру Лэпушняну» (Alexandru Lăpuşneanul, 1840) направлена против социальной несправедливости, царившей в Молдавии, изображая возмущение народа боярами и казнь их господарём. Негруцци остался в стороне от революции 1848 года. В последний период жизни в общественных взглядах Негруцци преобладали консервативные тенденции. Он критиковал союз Молдавии с Валахией, как и Георге Асаки, Ион Крянгэ и Николае Истрати. Незадолго до кончины он был избран академиком Румынской Академии.
Негруцци известен также как журналист, публицист, критик и переводчик. Переводил Вольтера, Антиоха Кантемира и др.
Совместно с Михаилом Когэлничану в 1841 году опубликовал первую кулинарную книгу на румынском языке «200 опробованных рецептов блюд, пирогов и других хозяйственных дел».
Сын — Яков (1843—1932), поэт, писатель, драматург, литературный критик, журналист. Профессор, доктор философии. Председатель Румынской академии (1893—1894).

## Наследие
В честь Негруцци названы улицы в Бельцах, Дондюшанах, Дрокии, Кэушене, Калараше, Липканах, Окнице, Оргееве, Рыбнице, Сороках, Страшенах, Тирасполе, Фалештах, Флорештах.
В Кишинёве в честь Негруцци назван бульвар и площадь. В Аллее Классиков установлен бюст Негруцци (1957, скульпторы Лазарь Дубиновский и Александр Майко).

## Издания
- Опере алесе, Кишинэу, 1966
- Избранное, 2 изд., М., 1956.
- Осадченко И. Е. Константин Негруцци. Вяца ши опера. — Кишинэу, 1969.